# شورت هیلز، نیوجرسی
شورت هیلز (به انگلیسی: Short Hills) یک منطقهٔ مسکونی در ایالات متحده آمریکا است که در ملبورن، نیوجرسی واقع شده‌است. شورت هیلز ۱۳٫۴۹۷ کیلومتر مربع مساحت و ۱۳٬۱۶۵ نفر جمعیت دارد و ۱۱۵ متر بالاتر از سطح دریا واقع شده‌است.